# Griffin House
Griffin House (21 kwietnia 1980 w Springfield) – amerykański muzyk. Jego kariera rozpoczęła się wraz z występem w licealnym musicalu. Wkrótce po tym, kupił swoją pierwszą gitarę za 100$ od kolegi. Obecnie mieszka w Nashville (Tennessee).
Wykonuje muzykę folkową, akustyczną i poprockową.

## Dyskografia
- No More Crazy Love Songs (2002)
  1. "Need Love in the Middle of the Day"
  2. "Tom's Song"
  3. "No More Crazy Love Songs"
  4. "Now I Feel Fine"
  5. "Heaven Now"
  6. "Emma Bee"
  7. "Kate"
  8. "Miner"
  9. "Just in Time"
  10. "Rosemary Blue"
  11. "Thee"
- Upland (2003, Evening Records)
  1. "Waiting on Rain"
  2. "No Instructions"
  3. "The Way I Was Made"
  4. "Tell Me a Lie"
  5. "Waste Another Day"
  6. "Broken"
  7. "Volkswagon"
  8. "Outside My Mind"
  9. "Judas"
  10. "Lay Down in Your Fields"
  11. "Missed My Chance"
- Lost & Found (2004, Nettwerk America)
  1. "Amsterdam"
  2. "Ah Me"
  3. "Tell Me a Lie"
  4. "Waste Another Day"
  5. "Waterfall"
  6. "Liberty Line"
  7. "The Way I Was Made"
  8. "Why Won't You Believe?"
  9. "Just a Dream"
  10. "Missed My Chance"
  11. "New Day"
- House of David, Volume One EP (2005)
  1. "Crazy for You"
  2. "Sinner"
  3. "Say I Never"
  4. "Traveling Thru America"
  5. "One at a Time"
  6. "Only Love Remains"
- House of David, Volume Two EP (2005)
  1. "To You Someday"
  2. "Skin"
  3. "Lay Down in Your Fields"
  4. "New York Times"
  5. "Show Me Yourself"
- Homecoming (2006, Evening Records)
  1. "Dance with Me"
  2. "Never Again"
  3. "Downtown Line"
  4. "Czech Republic"
  5. "Mirage"
  6. "Burning Up the Night"
  7. "Live to be Free"
  8. "Ordinary Day"
  9. "Lead Me On"
  10. "The Guy That Says Goodbye to You is Out of His Mind"
  11. "'Cause I Miss You"
  12. "Only If You Need Me"
  13. "Go Out on My Own"
- Flying Upside Down'*  (2007)
  1. "Better Than Love"
  2. "I Remember (It’s Happening Again)"
  3. "Let Me In"
  4. "One Thing"
  5. "The Guy That Says Goodbye to You Is Out of His Mind"
  6. "Live To Be Free"
  7. "Lonely One"
  8. "Heart of Stone"
  9. "Hanging On (Tom’s Song)"
  10. "Flying Upside Down"
  11. "When the Time Is Right"
  12. "Good for You"
  13. "Waiting for the Rain to Come Down"
- 42 and a half minutes with Griffin House (2009) (B-sides and Commentary)
  1. Hudson Ohio"
  2. All I’ve Ever Known"
  3. Thalweg"
  4. So Wrong, So Right"
  5. An Uninspiring Stretch of Road"
  6. Parliament Lights"
  7. San Quentin"
  8. Murder in the First"
  9. The Waiting"
  10. Time"
  11. Covenant"
  12. I Won’t Leave"
  13. Self Diagnosis"
  14. Damn Day in My Shoes"
  15. No Deal Devil"
  16. Not For Sale"
  17. Hangin’ At The Studio"
  18. Give a Little Love"
  19. Last Thought"
- The Learner (2010, Evening Records)
  1. "If You Want To"
  2. "River City Lights"
  3. "Standing At The Station"
  4. "Just Another Guy"
  5. "She Likes Girls"
  6. "Never Hide"
  7. "Rule The World"
  8. "Gotta Get Out"
  9. "Feels So Right"
  10. "Let My People Go"
  11. "Native"
  12. "Coming Down The Road"